# Boscombe
Boscombe est une banlieue de Bournemouth au sud du Royaume-Uni. 
Elle est située au bord de la Manche et possède son propre port, construit en 1988.

## Personnalités
- Paul Farnes (1918-2020), pilote britannique de la Royal Air Force pendant la Seconde Guerre mondiale, est né à Boscombe.